# Kosamba
Kosamba är en ort i Indien.   Den ligger i distriktet Sūrat och delstaten Gujarat, i den västra delen av landet, 900 km sydväst om huvudstaden New Delhi. Kosamba ligger 34 meter över havet och antalet invånare är 33 221.
Terrängen runt Kosamba är mycket platt. Runt Kosamba är det tätbefolkat, med 308 invånare per kvadratkilometer. Närmaste större samhälle är Ankleshwar, 19,2 km norr om Kosamba. Trakten runt Kosamba består till största delen av jordbruksmark.